# Кристина Мекленбург-Гюстровская
Кристина Мекленбург-Гюстровская (нем. Christine von Mecklenburg-Güstrow; 14 августа 1663, Гюстров — 3 августа 1749, Гедерн) — принцесса Мекленбург-Гюстровская, в замужестве графиня Штольберг-Гедернская.

## Биография
Кристина — шестой ребёнок в семье герцога Густава Адольфа Мекленбургского и его супруги Магдалены Сибиллы Шлезвиг-Гольштейн-Готторпской. Получила основательное религиозное образование и в течение жизни переписывалась со многими теологами.   
14 мая 1683 года в Гюстрове Кристина вышла замуж за графа Людвига Кристиана Штольберг-Гедернского, став его второй супругой. В 1684—1705 годах Кристина родила 23 ребёнка, среди которых было четверо пар близнецов. Только одиннадцать детей Кристины и Людвига Кристиана выжили. Кристина лично занималась воспитанием детей. После смерти мужа в 1710 году выступала регентом при своём несовершеннолетнем сыне Кристиане Эрнсте до 1714 года.

## Потомки
- Густав Адольф и безымянная сестра-близнец (1684)
- Густав Эрнст (1685—1689)
- Фридерика Шарлотта (1686—1739), замужем за Фридрихом Эрнстом Сольмс-Лаубахским
- Эмилия Августа (1687—1730), замужем за графом Йостом Кристианом Штольберг-Рословским
- Кристиана Луиза (1688—1691)
- Альбертина Антонина (1689—1691)
- Карл Людвиг (1689—1691), близнец Альбертины Антонины
- Густава Магдалена (1690—1691)
- Кристиан Эрнст (1691—1771)
- Кристина Элеонора (1692—1745), замужем за графом Эрнстом Казимиром I Изенбург-Бюдингенским
- Фридрих Карл (1693—1767)
- Эрнестина Вильгельмина (1695—1759), замужем за графом Фердинандом Максимилианом Изенбург-Бюдингенским
- Фридерика Луиза (1696—1697)
- Людвиг Адольф (1697—1698)
- Генрих Август Штольберг-Шварцовский (1697—1748), близнец Людвига Адольфа
- София Кристиана (1698—1771)
- Фердинанда Генриетта (1699—1750), замужем за графом Георгом Августом Эрбах-Шёнбергским, бабушка по матери Августы Каролины Софии Рейсс-Эберсдорфской (матери первого короля Бельгии)
- Рудольф Лебрехт (1701—1702)
- Людвиг Кристиан (1701—1701), близнец Рудольфа Лебрехта
- Августа Мария (1702—1768), монахиня Герфордского монастыря
- Каролина Адольфина (1704—1707)
- Филиппина Луиза (1705—1744), замужем за графом Вильгельмом Морицем Изенбург-Филипсейхским.